# Supercoppa d'Ucraina 2021
La Supercoppa d'Ucraina 2021 (ufficialmente in ucraino Суперкубок України 2021?, Superkubok Ukraïny 2021) è stata la diciottesima edizione della Supercoppa d'Ucraina.
Il match si è giocato allo Stadio Olimpico di Kiev tra la Dinamo Kiev, campione d'Ucraina e vincitrice della coppa nazionale, nonché detentrice della Supercoppa d'Ucraina 2020, e lo Šachtar secondo classificato nel campionato precedente. Prevista inizialmente il 24 luglio 2021, la partita è stata rinviata al 22 settembre successivo su richiesta di ambedue le società.
Lo Šachtar si è aggiudicato il trofeo, a distanza di quattro anni dall'ultima vittoria, battendo la Dinamo Kiev per 3-0.

## Le squadre
| Squadre     | Qualificazione                                                           | Partecipazioni precedenti (il grassetto indica la vittoria)                                         |
| ----------- | ------------------------------------------------------------------------ | --------------------------------------------------------------------------------------------------- |
| Dinamo Kiev | Vincitrice della Prem"jer-liha 2020-2021 e della Kubok Ukraïny 2020-2021 | 14 (2004, 2005, 2006, 2007, 2008, 2009, 2011, 2014, 2015, 2016, 2017, 2018, 2019, 2020)             |
| Šachtar     | Secondo classificato in Prem"jer-liha 2020-2021                          | 16 (2004, 2005, 2006, 2007, 2008, 2010, 2011, 2012, 2013, 2014, 2015, 2016, 2017, 2018, 2019, 2020) |

## Tabellino
| Arbitro: | Andrij Kovalenko (Poltava) |

|                                |           |  |
| Traoré 30’, 54’ A. Patrick 61’ | Marcatori |  |

| Šachtar | Dinamo Kiev |

### Formazioni
| Šachtar          |    |                   |     |     |
|                  |    |                   |     |     |
| P                | 30 | Andrij Pjatov     |     |     |
| D                | 2  | Dodô              |     |     |
| D                | 22 | Mykola Matvijenko |     |     |
| D                | 5  | Marlon            | 59’ |     |
| D                | 31 | Ismaily           |     | 67’ |
| C                | 6  | Taras Stepanenko  |     | 78’ |
| C                | 7  | Maycon            |     |     |
| C                | 21 | Alan Patrick      | 39’ |     |
| C                | 11 | Marlos            |     | 67’ |
| C                | 38 | Pedrinho          | 88’ | 88’ |
| A                | 23 | Lassina Traoré    |     | 78’ |
| Panchina         |    |                   |     |     |
| P                | 1  | Oleksij Ševčenko  |     |     |
| D                | 3  | Vitão             |     |     |
| D                | 4  | Serhij Kryvcov    | 77’ | 67’ |
| D                | 26 | Juchym Konoplja   |     | 88’ |
| D                | 44 | Viktor Kornijenko |     |     |
| C                | 8  | Marcos Antônio    |     | 78’ |
| C                | 14 | Tetê              |     |     |
| C                | 19 | Manor Solomon     |     | 67’ |
| A                | 45 | Danylo Sikan      |     | 78’ |
| Allenatore       |    |                   |     |     |
| Roberto De Zerbi |    |                   |     |     |

| Dinamo Kiev    |    |                         |       |     |
|                |    |                         |       |     |
| P              | 71 | Denys Bojko             |       |     |
| D              | 94 | Tomasz Kędziora         |       | 67’ |
| D              | 25 | Illja Zabarnyj          | 90+1’ |     |
| D              | 34 | Oleksandr Syrota        | 71’   |     |
| D              | 16 | Vitalij Mykolenko       |       |     |
| C              | 5  | Serhij Sydorčuk         |       | 67’ |
| C              | 29 | Vitalij Bujal's'kij     | 42’   |     |
| C              | 14 | Carlos de Pena          | 43’   | 70’ |
| C              | 15 | Viktor Cyhankov         | 80’   |     |
| C              | 10 | Mykola Šaparenko        | 63’   |     |
| A              | 89 | Vladyslav Suprjaha      |       | 67’ |
| Panchina       |    |                         |       |     |
| P              | 1  | Heorhij Buščan          |       |     |
| D              | 13 | Artem Šabanov           |       |     |
| D              | 24 | Oleksandr Tymčyk        |       |     |
| C              | 7  | Benjamin Verbič         |       |     |
| C              | 8  | Volodymyr Šepeljev      |       |     |
| C              | 18 | Oleksandr Andrijevs'kyj |       | 67’ |
| C              | 19 | Denys Harmaš            |       | 67’ |
| C              | 20 | Oleksandr Karavajev     |       | 67’ |
| A              | 22 | Vitinho                 |       | 70’ |
| Allenatore     |    |                         |       |     |
| Mircea Lucescu |    |                         |       |     |